# Арнольд Паннарц и Конрад Свейнхейм

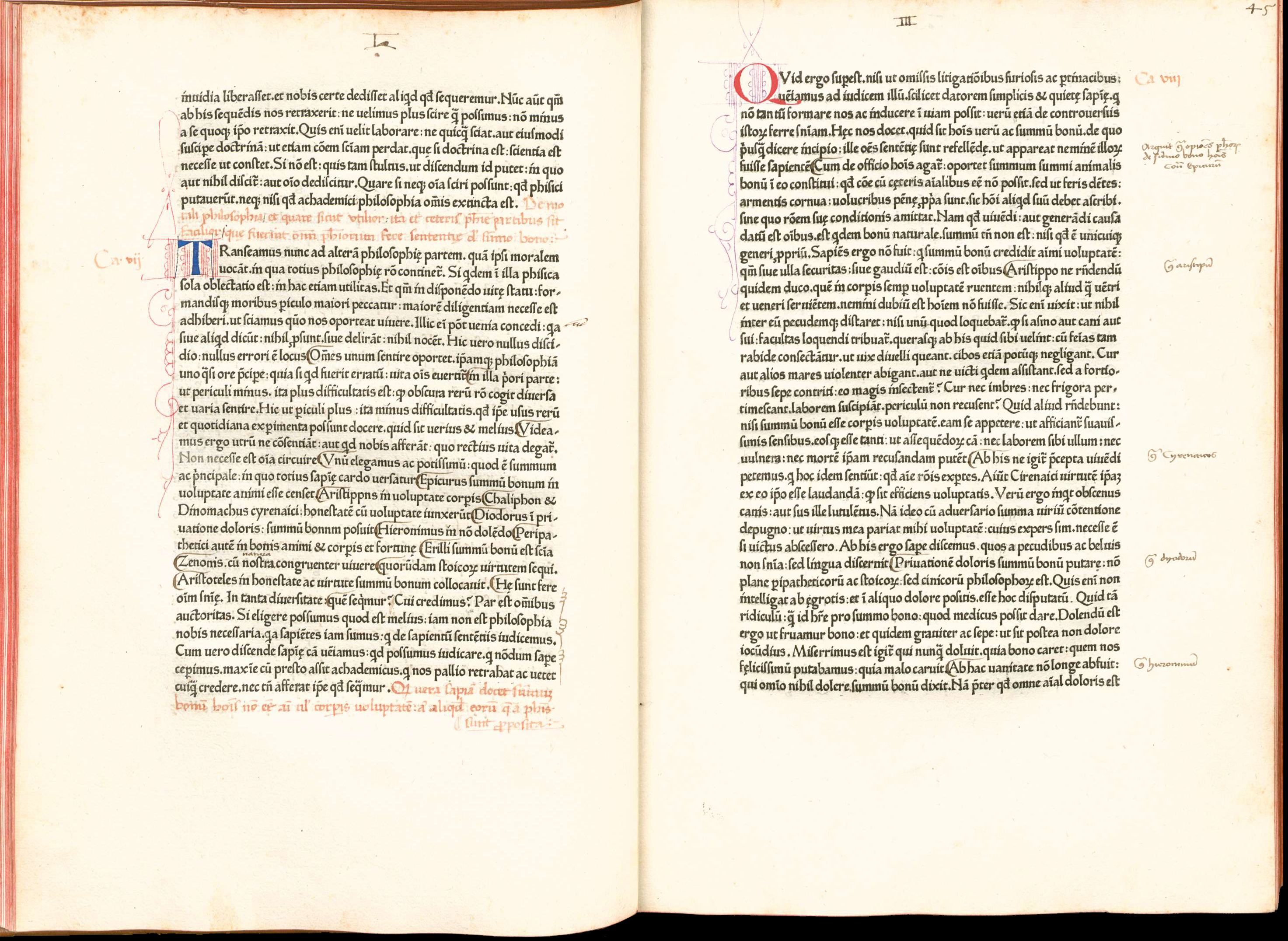
Разворот из «Божественных наставлений» Лактанция, напечатанных Паннарцем и Свейнхеймом в 1465 году.

Арнольд Паннарц (Arnold Pannartz) и Конрад Свейнхейм (Konrad Sweynheim) — итальянские первопечатники XV века.
Паннарц умер в 1476 году, Свейнхейм — в 1477 году. Паннарц был, возможно, родом из Праги. Свейнхейм — из Эльтвилле под Майнцом. Г. Цедлер полагает (Gutenberg-Forschungen, 1901), что Свейнхейм работал в Эльтвилле вместе с Гутенбергом в 1461—1464 годах. О том, где произошло знакомство Свейнхейма и Паннарца нет данных. Известно то, что двое печатников первыми привезли изобретение Гутенберга в Италию.
Бенедиктинский монастырь Субьако стал колыбелью итальянского книгопечатания. Возможно, печатников пригласил Хуан де Торквемада (Juan de Torquemada), бывший коммендатарным аббатом Субьако. Печатники прибыли в 1464 году. Первой напечатанной книгой в Субьако стали сочинения Доната, однако книга не сохранилась. Первой итальянской печатной и существующей книгой стал «Оратор» Цицерона, выпущенный в сентябре 1465 года. За ним последовали «Божественные наставления» Лактанция (октябрь, 1465) и «О граде Божьем» Августина Блаженного (1467). Эти первые книги были напечатаны шрифтом переходным от немецкого готического к итальянской антикве.
В 1467 году оба печатника покинули Субаяко и перебрались в Рим, где остановились в доме братьев Пьетро и Франческо де Массими. Их редактором и корректором стал Джованни де Бусси (Giovanni Andrea Bussi), с 1469 года епископ Алерийский.
Книги, которые они выпустили, указаны в каталогах, выпущенных ими же в 1470-м и 1472-м годах. К 1472 году они напечатали 28 томов с классическими и теологическими трудами: Библию, Лактанция, Киприана, Августина, Иеронима, Льва Великого, Фому Аквинского, Цицерона, Апулея, Геллия, Вергилия, Ливия, Страбона, Плиния, Квинтилиана, Светония, Овидия и др. (тиражом от 275 до 300 каждый, всего 12 475 томов). Однако печатники разделили судьбу Гутенберга — они не смогли продать свои книги и впали в нужду.
В 1472 году они обратились к папе Сиксту Четвертому с просьбой о бенефиции. Отсюда мы знаем, что оба печатники были священнослужителями: Паннарц в Кёльне, Свейнхейм в Майнце. В 1474 году Свейнхейм принял сан каноника в церкви Св. Виктора в Майнце. О том, где занял место Паннарц ничего неизвестно. Они напечатали еще 18 книг в 1472—1473 годах. После этого они разделились. Паннарц напечатал один еще 20 томов. Свейнхейм занялся гравиркой по металлу и изготовил прекрасные карты для «Космографии», приписываемой Птолемею — первую работу подобного рода, но скончался прежде, чем довел её до конца.

## Внешние ссылки
- Паннарц, Арнольд // Энциклопедический словарь Брокгауза и Ефрона : в 86 т. (82 т. и 4 доп.). — СПб., 1890—1907.
- Электронная версия «Божественных наставлений» Лактанция, напечатанных Паннарцем и Свейнхеймом
- Электронная версия книги «О граде Божьем» Августина Блаженного (издание 1467 года)
- Статья в Католической энциклопедии (англ.) (недоступная ссылка)